# Chłopcy znad Rzeki Bobrów
Chłopcy znad Rzeki Bobrów – czeska powieść dla młodzieży napisana przez Jaroslava Foglara. Jest to jedno z jego najbardziej rozpoznawalnych dzieł, zawierające instrukcje dotyczące tego jak żyć szlachetnie, być dobrym i wszechstronnie uzdolnionym chłopcem. Wymienione wartości Foglar czerpał z idei skautingu i puszczaństwa. Książka pozwala zapoznać się czytelnikom między innymi z zasadami biwakowania na łonie przyrody i „łowieniem” tak zwanych „boberków”.
Fabuła książki nie jest skomplikowana i wyraźniej niż w innych powieściach Foglara podporządkowana jest celom dydaktycznym.
Jaroslav Foglar pisał Chłopców znad Rzeki Bobrów w latach 1927-1930, była to jego pierwsza powieść.Tworzył ją bezpośrednio podczas obozów w Słonecznej Zatoce. Powieść ukazywała się początkowo w odcinkach w niedzielnym dodatku do gazety „České slovo” przeznaczonym dla dzieci i nazwanym „Slovičko” (wydawnictwo Melantrich) w okresie od 4 marca do 14 października 1934 roku. W wydaniu książkowym powieść ukazała się w roku 1937 w wydawnictwie Jana Kobesa z ilustracjami Zdeňka Buriana.
W 1938 roku powstało słuchowisko radiowe na podstawie powieści, które zostało wyemitowane w tym samym roku na antenie stacji radiowej Praha.

## Fabuła
Akcja powieści rozpoczyna się, gdy dwóch przyjaciół, Jurek i Wilek ze Starej Dzielnicy, spotyka się z młodym mężczyzną o imieniu Rikitan, który wcześniej widział ich walczących z wrogim oddziałem z Nowej Dzielnicy, oferuje on im ciekawszą i szlachetniejszą przygodę. Zaprasza ich do „Czerwonej Kotliny” znajdującech się w Dolinie Nuselskiej. Chłopcy są pod wrażeniem jego charyzmy i umiejętności, pragną także zostać jego uczniami. Na prośbę Rikitana zapraszają do grupy kilku przyjaciół, ostatecznie grupa liczy dwunastu chłopców. Każdy bohater wyróżnia się czymś szczególnym lub ma charakterystyczne hobby. Mimo tego dobrze się oni uzupełniają i pod przywództwem Rikitana tworzą harmonijny i nierozerwalny zespół. Relacje między chłopcami są niemal sielankowe, rzadko kiedy zdarzy się jakiś spór, nawet wtedy zostaje on jednak szybko zażegnany.
Grupa zaczyna spotykać się w opuszczonej altanie w ogrodzie browaru. Chłopcy zarabiają dzięki własnej pracy i w zasadzie tworzą drużynę skautów, choć nie jest to wprost wskazane przez narratora. Rikitan opowiada im historię o przygodzie chłopca Roya, który mieszkał z ojcem nad Rzeką Bobrów, położoną w kanadyjskiej dziczy, czerpiąc wiedzę i umiejętności od starego Indianina. Chłopcy są pod wielkim wrażeniem usłyszanej historii i pragną dorównać Royowi. W tym celu Rikitan stopniowo zaznajamia ich z „boberkami”, czyli zadaniami sprawdzającymi różne umiejętności - któremukolwiek z nich uda się „złowić” wszystkie trzynaście z nich, może uznać, że dorównuje Royowi. Zainspirowani tą historią przyjaciele zaczynają także nazywać swoje bractwo „Chłopcami znad Rzeki Bobrów”.
Zwieńczeniem ich działań i wysiłków jest biwak na łonie dzikiej przyrody w tzw. Słonecznej Zatoce (w książce nie ma informacji o jej dokładnym położeniu), gdzie spędzają całe letnie wakacje. Mimo kilkudniowego marszu chłopcy wszystkie potrzebne rzeczy transportują z wykorzystaniem ręcznych wózków, zaś korzystając z surowców dostępnych na miejscu stawiają namioty z podłogą i kuchnią, wykonują maszt na flagę i wiele innych niezbędnych rzeczy. Ich jedynym kontaktem z cywilizacją są okazjonalne wypady na zakupy do najbliższej wioski.
W wolnym czasie chłopcy zajmują się głównie łowieniem „boberków”. Jednak ich spokojne życie w obozie zaczyna zakłócać pewna tajemnicza postać, która zostawia listy z groźbami i podpisuje je „Zielone Straszydło”. Ostatecznie podczas jednego z ostatnich ognisk Tropiciel wyjaśnia całą sprawę, udowadniając, dzięki dokładnej i szczegółowej analizie wskazówek, że Zielone Straszydło to sam Rikitan, który chciał w ten sposób przetestować spostrzegawczość i poprawność rozumowania chłopców. Tego samego wieczoru Rikitan uroczyście wręcza ostatniego - trzynastego - „boberka” dobrych manier Ludkowi, Wilkowi i Jurkowi.
Wszyscy chłopcy wracają z obozu zhardziali i dumni z tego, kim są i czego dokonali.

## Geneza
Foglar czerpał inspirację dla niektórych części historii, zwłaszcza dla testów sprawności - „boberków” - z pracy pisarza Ernesta Thompsona Setona Two little savages. W tej książce chłopcy Yan i Sam zdają egzaminy, za co otrzymują pióra orła indyjskiego. W przypadku niektórych „boberków” Foglar inspirował się programem edukacyjnym organizacji harcerskiej (np. „boberek” dobrych manier).
Jak wspominał autor:
Zacząłem realizować swoje marzenie, ale dopiero po przeminięciu tych prawdziwych chłopięcych lat. Miałem około 18 lat, kiedy zaczynałem się tym zajmować: zacząłem pisać, konstruować i przeżywać historię Chłopców znad Rzeki Bobrów. Zebrałem grupę chłopców o różnych osobowościach, znalazłem Czerwoną kotlinę, mieliśmy też Górę Bobrową i byliśmy w Słonecznej Zatoce. Nawet Zielone Straszydło istniało, śpiewający las śpiewał, a nad polanami wznosił się wielki biały księżyc… Nie zawsze było to jednak tak proste, jak jest napisane w książce, przeszliśmy przez wiele i wiele doświadczyliśmy. Ale nigdy nie zapomnimy tego piękna, którego doznaliśmy. Zgodnie ze wszystkimi tymi wartościami, które zmieniły się w rzeczywistość, napisałem moich Chłopców znad Rzeki Bobrów. Podczas wieczornych wędrówek po Starej Dzielnicy, przy dogasających ogniskach w Słonecznej Zatoce i w wielu innych miejscach, przy czerwonych zachodach słońca i białych księżycowych nocach na polanach, miałem zeszyt zawsze przy sobie i pisałem.

## Bohaterowie
1 / Członkowie stowarzyszenia Chłopców znad Rzeki Bobrów i ich podstawowe cechy:
- Rikitan - student medycyny, wesoły i rozmowny, w przeszłości mieszkał także w Starej Dzielnicy, obeznany z przyrodą i biwakowaniem, czołowa postać, przywódca grupy.
- Wilek - nie miał pseudonimu, chłopiec ze Starej Dzielnicy, razem z Jurkiem spotkali Rikitana jako pierwsi, jako drugi (razem z Jurkiem) odebrał trzynastego „boberka” (dobrych manier) będąc razem z Jurkiem na wakacyjnej wyprawie.
- Jurek - nie miał pseudonimu, chłopiec ze Starej Dzielnicy, razem z Wilkiem spotkali po raz pierwszy Rikitana, na wakacyjnej wyprawie odebrał jako drugi (razem z Wilkiem) trzynastego „boberka” (dobrych manier).
- Mirek - nie miał przezwiska, wysportowany chłopiec, samotnik.
- Tropiciel - znał nazwy i numery zeszytów indiańskich opowiadań, miał psa Jerry'ego, czasami cytował popularne książki o piratach, odkrył kto jest „Zielonym Straszydłem” w trakcie wakacyjnej wyprawy.
- Okruszek - najmniejszy z chłopców.
- Pędziwiatr - największy z chłopców.
- Trusia - chłopiec z Nowej Dzielnicy, na początku słaby i milczący.
- Grizzly - silny i krępy chłopiec.
- Pirat – poważny chłopiec, miał wytatuowaną atramentową kotwicę na lewej ręce, oddany książkom o piratach i morskich przygodach.
- Niuchacz - chłopiec, który na początku zawsze dostrzegał coś, czego nie widzieli inni.
- Ludek - nie miał przezwiska, poważny, cichy, szlachetny, rycerski i przyzwoity chłopak, szybki, zręczny, bezpośredni i energiczny, nigdy nikogo nie skrzywdził, miał szaroniebieskie oczy i blond włosy. Inni chłopcy, zwłaszcza Wilek i Jurek, chcieli być tacy jak on, widzieli w nim Roya. Był on rzecznikiem wszystkich chłopców, na wakacyjnej wyprawie jako pierwszy odebrał trzynastego „boberka” (dobrych manier) i został żyjącym Royem.
- Bukiecik - chłopiec, który nieustannie zbierał kwiaty do swojego zielnika, siódmy „boberek” był dla niego błahostką.

2 / Z legendy o chłopcu Royu, opowiedzianej im przez Rikitana:
- Roy Farell - syn trapera Farella, jego matka zmarła bardzo wcześnie, mieszkał z ojcem w chatce z bali w Słonecznej Zatoce nad Rzeką Bobrów, daleko na północy Kanady. Gdy był dzieckiem, jego matka śpiewała mu Pieśń Księżycowej Nocy. Był delikatny i dobry, z drugiej strony jednak stanowczy, odważny i muskularny.
- Farell - ojciec Roya.
- Świszcząca Strzała - Indianin z gór, który przybył do Farellów. Opowiedział Royowi o swoim ludzie i nauczył go wielu umiejętności oraz pozwolił mu przystąpić do testów, które musieli przejść indiańscy chłopcy wkraczając w dorosłość. Roy pomyślnie poradził sobie ze wszystkimi sprawdzianami.

## Trzynaście „boberków”
1. „boberek” zwinności - żółty, testuje umiejętności sportowe, jak na przykład bieganie czy skakanie.
2. „boberek” celności - jasnozielony, sprawdza umiejętność trafienia do celu.
3. „boberek” pierwszej pomocy - czarny, poświadcza umiejętność udzielania pierwszej pomocy.
4. „boberek” pływania - czerwony, testuje umiejętność pływania.
5. „boberek” dobrych uczynków - ciemnoniebieski, wymaga wykonania co najmniej 100 dobrych uczynków (bezinteresowna pomoc, wolontariat, obrona słabszego itp.).
6. „boberek” odwagi - ciemnobrązowy, wymaga odważnego czynu (który jednocześnie nie wiąże się z niepotrzebnym ryzykiem).
7. „boberek” przyrodnika - ciemnozielony, wymaga umiejętności rozpoznawania co najmniej 50 gatunków roślin (drzewa, krzewy, zioła).
8. „boberek” wielkiego milczenia - pomarańczowy, wymaga umiejętności zachowania milczenia przez 24 godziny, zabraniając jednocześnie izolowania się od innych ludzi.
9. „boberek” samotności - różowy, wymaga spędzenia całego dnia (tj. 10 godzin) w całkowitej samotności, aby nikt nas nie widział.
10. „boberek” zręczności – fioletowy, wymaga wykonania jakiegoś przedmiotu własnoręcznie, na przykład odznak „boberków”.
11. „boberek” siły – jasnoniebieski, testuje siłę ramion (poprzez pompki).
12. „boberek” głodujący - jasnobrązowy, wymaga postu przez 24 godziny, można pić tylko czystą wodę.
13. „boberek” dobrych manier – biały, wymaga abyśmy postępowali sposób szlachetny: nie kłamali, nie przeklinali, pomagali innym. Zyskuje się go po 30 dniach, po każdym naruszeniu powyższych zasad chłopiec traci go i musi „złowić” raz jeszcze.

## Kontynuacja
W okresie normalizacji Jaroslav Foglar napisał kontynuację Chłopców znad Rzeki Bobrów pod tytułem Strach nad Bobři řekou (nie została przetłumaczona na język polski). Choć w książce nie zostało to wprost wskazane, fabuła wyraźnie nawiązuje do okresu z początku okupacji niemieckiej i Protektoratu Czech i Moraw, kiedy Foglar mimo trudności kontynuował działalność związaną ze skautingiem.

## Opinie o książce
Miloš Zapletal (Zet)
- Chłopcy znad Rzeki Bobrów są najlepszym dziełem Foglara. Uważam tak nie tylko przez wzgląd na to, że książka została wydana dotychczas szesnaście razy, ale przede wszystkim z uwagi na reakcje kilku generacji czytelników. Znajdziemy w niej wiele przykładów z kodeksu moralnego, który pisarz stworzył[6].

## Ciekawostki
- W roku 1971 powieść wychodziła w odcinkach w Toronto w gazecie „Naše hlasy” wydawanej przez środowisko czeskich emigrantów[7].
- W 1984 roku książka została wydana po czesku w Monachium przez Daniela Stroža dla dzieci czeskich emigrantów (w nakładzie 500 egz.)[7].
- Pierwsze wydanie obcojęzyczne książki ukazało się w 1958 roku w Polsce (Wydawnictwo Śląsk, Katowice, tłum. Rudolf Janiček)[5][8].